# متلازمة وولف - هيرشيرون
متلازمة وولف - هيرشيرون (بالإنجليزية Wolf-Hirschorn syndrome).وتسمى أيضا متلازمة الكروموسوم الرابع الناقص (Chromosome 4p syndrome)
وكان أول وصف في عام 1961 من قبل الأميركيين كيرت هيرشينون Kurt Hirschhorn وهيربيرت كوبر Herbert Cooper ,وعندما قاما بنشر دراستهم، حيث وصفوا حالة طفل لديه فشل في الالتحام في منطقة منتصف الجسم مع وجود عيب في تركيب كروموسوم الخلية المتمثل في نقص الذراع القصير للكروموسوم 4 deletion ، وفي عام 1965 نشر بحث هيرشينون - وولف Wolf-Hirschhorn سلط الضوء فيه على هذه المتلازمة، ومن ثم تمت تسمية الحالة بإسميهما.

## الأسباب
السبب لحدوث هذه الحالة ما زال مجهول، لكن بعض الأسباب المؤدية لحدوثها هي فشل في التحام أجزاء الجسم المركزية ( الخط الوسطي الطولي للجسم ). وتحدث نتيجة نقص في الكروموسوم 4.

## الأعراض
-صغر حجم الرأس.
-التخلف الفكري.
-الصرع.
- ضعف نمو الجنين.
- ضعف حركة الجنين.
- صغر حجم المشيمة.
ا
- ضعف في النمو.
- قصر القامة.
- صعوبات في التغذية والتنفس.
- الأصابع طويلة ونحيفة.
- زيادة عدد الخطوط في الأصابع ووجود أصبع زائد - خاصة الإبهام
- تباعد حلمتي الصدر
- عيوب خلقية في عظام القفص الصدري وعظام العمود الفقري
-ضعف نمو العظام.
- عيوب في فروة الرأس.
- الأنف المفلطح
-عيوب في العينيين :( جحوض العينين، صغر حجم العين، وجود ثنيات لحمية في العينين، ميلان العينين إلى الأسفل، الحول، نقص في القزحية coloboma، الماء الأبيض - الساد)
- الشفة الارنبية وشق الحنك
- عيوب خلقية في الرئتين
-عيوب خلقية في الجهاز الهضمي
-عيوب خلقية في الجهاز البولي والتناسلي
-عيوب في الدماغ
- تخلف فكري شديد
- ضعف عام للعضلات
- تأخر النطق - عدم الكلام

## العلاج
لا يوجد علاج للحالة، فالمشكلة عيب خلقي في الكروموسوم يؤثر على جميع خلايا الجسم، وتلك لا يمكن علاجها أو تغييرها، ولكن يمكن علاج الأعراض المصاحبة للحالة، مثل : علاج الصرع بالأدوية، العيوب الخلقية في القلب، العيوب الخلقية للعين, العلاج الطبيعي والتأهيلي لعلاج النطق والتخاطب والسمع .